# John Francis
John Francis, född den 18 juli 1811 i Bermondsey, död den 6 april 1882 i London, var en engelsk publicist och förläggare.
Francis blev 1831 ekonomisk ledare och utgivare av den ansedda litterära tidskriften Athenæum och kunde 1881 fira sitt femtioårsjubileum som sådan. Han var en av de ivrigaste förkämparna för de engelska tidningarnas frigörande från de tyngande stämpel- och pappersavgifterna. Hans son och efterträdare som utgivare av Athenæum, John Collins Francis, skrev hans levnadsteckning, John Francis, publisher of the Athenæum (2 band, 1888). 